# Micropeza simulans
Micropeza simulans är en tvåvingeart som beskrevs av Soos 1977. Micropeza simulans ingår i släktet Micropeza och familjen skridflugor.
Artens utbredningsområde är Afghanistan. Inga underarter finns listade i Catalogue of Life.